# 馬芝遴社
馬芝遴社（Taurinap或Betgijlem），為臺灣原住民巴布薩族的大社之一，位置為於今日彰化縣福興鄉番社村。菜園角遺址群即為馬芝遴社舊址所在。傳統社域包含今日鹿港鎮、福興鄉、埔鹽鄉全境和秀水鄉西部。
馬芝遴社首次出現在文獻上是在荷蘭統治時期，記載當時該地有鹿皮交易，人口約200多人。習俗上馬芝遴社婦女頭上會插雞毛，以為美觀。清朝雍正年間，大量漢人開墾彰化地區，馬芝遴社一部分把土地賣給漢人，一部分自行招租漢人開墾土地收取番租，與漢人互動加深，逐漸漢化。道光期間於1850年後一部分馬芝遴社人因土地流失，生活困苦，遷移至埔里鎮大城里。留下的馬芝遴社人與漢人互相通婚漢化嚴重，在日本統治時期於1909年人口統計時已分不清漢人和巴布薩族之別。